# Gabriela Urbaniak
Gabriela Urbaniak (ur. 30 kwietnia 1996 w Obornikach) – polska piłkarka ręczna, lewoskrzydłowa, od 2017 zawodniczka AZS-u Koszalin.

## Kariera sportowa
Wychowanka Sparty Oborniki, następnie uczennica i zawodniczka szkół mistrzostwa sportowego w Gliwicach (2012–2013) i Płocku (2013–2015). W latach 2015–2017 występowała w GTPR Gdynia. W sezonie 2015/2016 zdobyła z nim Puchar Polski oraz brązowy medal Mistrzostw Polski. W sezonie 2016/2017, w którym rozegrała w Superlidze 29 meczów i rzuciła 37 bramek, zdobyła z gdyńskim zespołem mistrzostwo Polski. W barwach GTPR-u rzuciła też jedną bramkę w Pucharze Zdobywców Pucharów i jedną w pierwszej rundzie kwalifikacyjnej Pucharu EHF (10 września 2016 w przegranym 17:28 meczu z węgierskim Fehérvár KC). W 2017 przeszła do AZS-u Koszalin.
W 2013 uczestniczyła w mistrzostwach Europy U-17 w Polsce, podczas których zdobyła 10 goli w siedmiu meczach. Występowała też w kadrze młodzieżowej i była powoływana do reprezentacji Polski B.

## Sukcesy
GTPR Gdynia
- Mistrzostwo Polski: 2016/2017
- Brązowy medal Mistrzostw Polski: 2015/2016
- Puchar Polski: 2015/2016

AZS Koszalin
- Brązowy medal Mistrzostw Polski: 2017/2018
- Brązowy medal Mistrzostw Polski: 2018/2019